# Рутгерс, Иоганн
Иога́нн (Ян) Ру́тгерс (нидерл. Jan Johannes Rutgers, лат. Janus Rutgersius; 28 августа 1589, Дордрехт — 26 октября 1625, Гаага) — голландский поэт и филолог, был шведским послом в Нидерландах. Написал «Variarum lectionum libri sex».

## Биография
Родился 28 августа 1589 года в Дордрехте. Отец семейства (скончался в 1623 году) дал пятерым своим сыновьям прекрасное образование.
Начальную школу Ян посещал в своём родном Дордрехте, где был лучшим в изучении латыни и греческого у своего учителя Герхарда Иоанна Фоссия (лат. Gerhard Johannes Vossius).
В 1605 году поступил в Лейденский университет, где обучался у профессора латыни Доминика Баудия (лат. Dominicus Baudius), оказавшего на молодого филолога огромное влияние. Другими преподавателями были профессор Иосиф Скалигер (лат. Joseph Justus Scaliger) и профессор Даниил Хейнсий (лат. Daniel Heinsius).
В 1611 году Рутгерс отправляется во Францию для дальнейших филологических исследований. В Орлеане он защитил лиценциата в области юридических наук.
В 1613 году Рутгерс вернулся в Голландию. Накануне его приезда домой умерла его мать. По приезде в Гаагу он открыл юридическую практику.
В это время посол Швеции Якоб ван Дейк (нидерл. Jacob van Dijck) по заказу Густава Адольфа набирал персонал для шведской администрации, в связи с чем предложил Рутгерсу поехать с ним в Швецию.

## На дипломатической карьере
В его задачи входило: сообщать правительству Швеции о политических событиях, в основном в Нидерландах, Франции, Великобритании и Северной Германии, и действовать самостоятельно в ряде ключевых вопросов. В шведском архиве имеется более 180 писем 1615—1625 годов, которые в настоящее время доступны в критическом издании в Интернете (35 писем уже были опубликованы (AOSB, том I: 2-3). Сохранился ряд писем к нему от шведского короля Густава Адольфа, а также паспорта и инструкции. Среди вопросов — брак Густава Адольфа, конфликта Чехии с императором (находился в Праге в 1620 году как шведский посланник), отношениях Кристиана IV с немецкими северными городами и князьями, протестантский союз против императора, покупка Швецией боеприпасов и вина в Голландии, и по доставке почты из Гамбурга.
В июне 1614 года Рутгерс прибыл в Стокгольм.
В мае 1616 года Рутгерс отправлен в Голландию, где от имени шведского правительства заключает ряд выгодных финансовых сделок. Как благодарность за его труды он был возведен 21 декабря 1619 года в дворянское достоинство и награждён золотой цепью.
В связи с восстанием в Чехии против императора Фердинанда и избранием курфюрста Фридриха V, шведский король Густав Адольф посылает Рутгерса в Прагу для зондирования возможности подписания конкордата.
После посещения Любека, Гамбурга и Бремена Рутгерс вновь прибыл в Гаагу в январе 1624 года, где его статус был повышен до резидента.
26 октября 1625 года он скончался в Гааге. Его архив был переправлен в Швецию, а большая библиотека была продана на аукционе. Его краткая автобиография была впервые опубликована в Лейдене в 1646 году, а стихи собраны и опубликованы (вместе с перепечаткой автобиографии) в 1653 году Николаем Хейнсием (сыном Даниила Хейнсия).